# Клименко Дмитро Васильович
Дмитро́ Васи́льович Климе́нко (18 липня 1980, с. Кам'янка, Каховський район, Херсонська область, Українська РСР — 18 грудня 2016 с. Калинівка, Бахмутський район, Донецька область, Україна) — солдат Збройних сил України, учасник війни на сході України.

## З життєпису
Командир бойової машини — командир відділення (54-та окрема механізована бригада), позивний «Санич».
Загинув у бою на Світлодарській дузі (Донецька область), відбиваючи атаки проросійських терористів. Разом з Дмитром загинули солдати Андрій Байбуз, Василь Панасенко, Роман Радівілов, Сергій Степаненко, Андрій Широков, молодший сержант Володимир Андрешків та лейтенант Микита Яровий.
По смерті залишилися мати, брат, сестра, у чоловіка була донька. Він не був одружений.
Похований у с. Кам'янка, Каховський район, Херсонська область.

## Нагороди та вшанування
- Указом Президента України № 580/2016 від 29 грудня 2016 року «за особисту мужність, самовідданість і високий професіоналізм, виявлені у захисті державного суверенітету та територіальної цілісності України, вірність військовій присязі» нагороджений орденом «За мужність» III ступеня (посмертно)[2].
- Нагороджений відзнакою ДУК ПС «Бойовий Хрест Корпусу» (посмертно)[3].
- Вшановується в меморіальному комплексі «Зала пам'яті», в щоденному ранковому церемоніалі 18 грудня[4][5].